# Senja Pusula
Senja Pusula (26 mars 1941 à Pieksämäki) est une ancienne fondeuse finlandaise.

## Jeux olympiques
- Jeux olympiques d'hiver de 1964 à Innsbruck 
  -  Médaille de bronze en relais 3 × 5 km.

## Championnats du monde
- Championnats du monde de ski nordique 1970 à Vysoke Tatry 
  -  Médaille de bronze en relais 3 × 5 km.